# Vườn quốc gia Juwangsan
Vườn quốc gia Juwangsan (주왕산국립공원) là một vườn quốc gia nằm ở tỉnh Bắc Gyeongsang, Nam Hàn, thuộc dãy núi Taebaek. Đây là vườn quốc gia thứ 12 của Hàn Quốc, lập năm 1976. Tổng diện tích là 107,425 km².

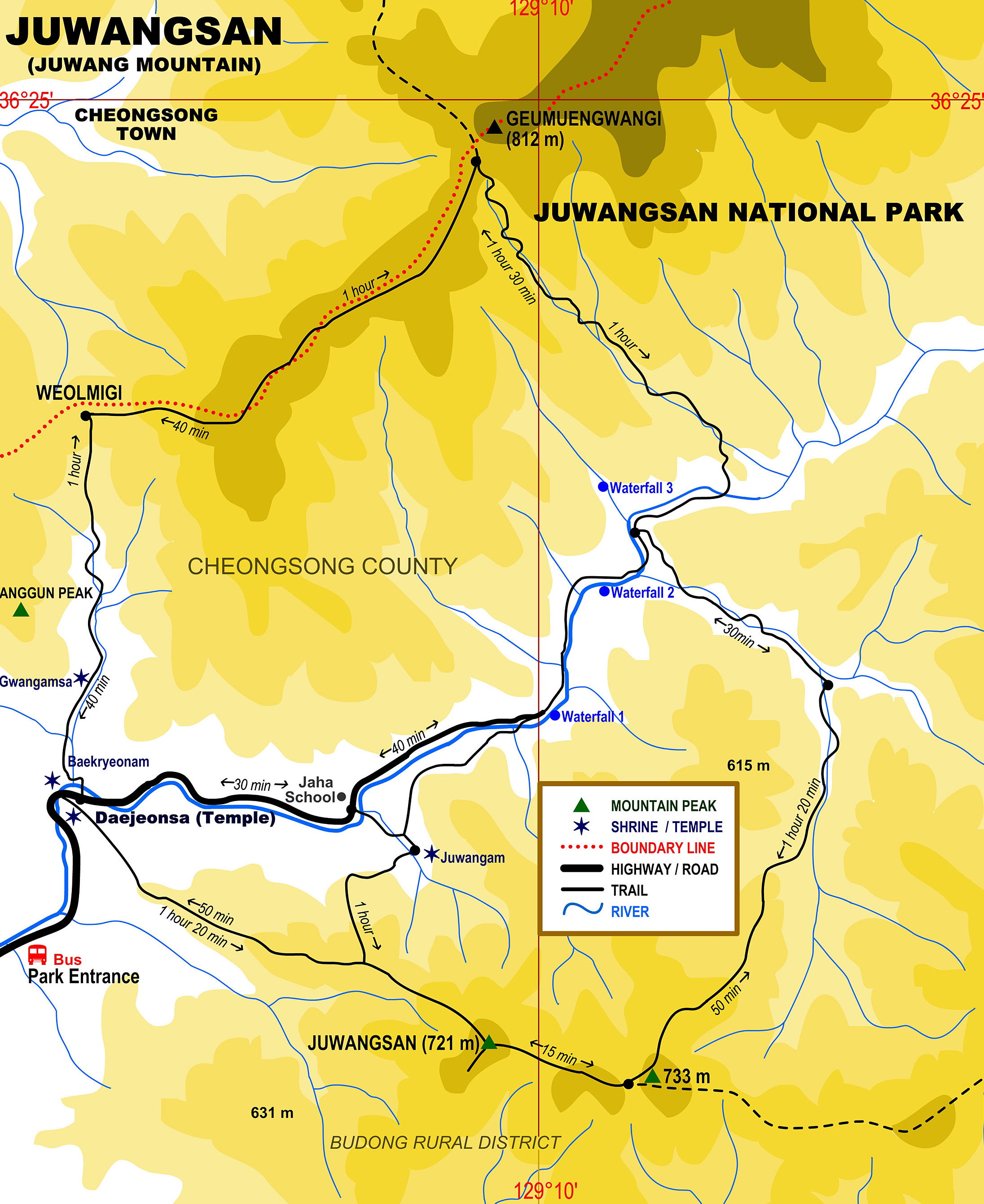
Bản đồ đường đi trong Juwangsan.

## Các địa điểm nổi bật
- Daejeonsa
- Hồ Jusanji
- Juwangam
- Baekryeonam
- Thác nước Dalgi